# Диана Долл
Диана Долл (англ. Diana Doll, настоящее имя Сильвия Брезинова, словац. Silvia Brezinova; род. 22 июля 1976 года, Липтовски-Микулаш, Чехословакия) — словацкая порноактриса и модель.

## Биография
Ранее выступала под псевдонимом Sue Diamond, но изменила его, чтобы не было путаницы с другой словацкой порноактрисой Suzie Diamond. По профессии Диана — художник-оформитель.
В 2001 году Долл впервые снялась в фильме для взрослых, которым стал Brazilian Snake от Hustler. В 2003 году она начала сниматься в США. С 2004 по 2006 год она не снималась в сценах с мужчинами.
На 2019 год снялась в 462 порнофильмах.

## Премии и номинации
| Год  | Церемония  | Категория                         | Работа                                        | Результат |
| ---- | ---------- | --------------------------------- | --------------------------------------------- | --------- |
| 2008 | AVN Award  | Иностранная исполнительница года  |                                               | Номинация |
| 2009 | AVN Award  | Иностранная исполнительница года  |                                               | Номинация |
| 2011 | XBIZ Award | Исполнительница года в жанре Milf |                                               | Номинация |
| 2012 | AVN Award  | Групповая сцена секса             | Orgy: The XXX Championship Marc Dorcel/Wicked | Номинация |